# The Elder Miss Blossom
The Elder Miss Blossom er en britisk stumfilm fra 1918 af Percy Nash.

## Medvirkende
- Isobel Elsom som Sophie Blossom
- Minna Grey
- Owen Nares som Curate
- C. M. Hallard som Andrew Quick
- Tom Reynolds